# Carl Joseph Gauß
Carl Joseph Gauß (* 29. Oktober 1875 auf Rittergut Lohne bei Isernhagen, Hannover (Land und Provinz); † 11. Februar 1957 in Bad Kissingen, Unterfranken) war ein deutscher Gynäkologe, Geburtshelfer und Hochschullehrer.

## Herkunft und Studium
Carl Joseph Gauß war der Sohn des Landwirts Carl August Gauß (1849–1927), von 1874 bis 1883 Gutsherr auf Lohne, und der Anna Ebmeier (1850–1900). Sein Urgroßvater war der Mathematiker Carl Friedrich Gauß (1777–1855).
Gauß studierte Medizin in Tübingen, Erlangen, Kiel, Würzburg und schließlich in München, wo er 1898 promovierte und 1899 sein Staatsexamen ablegte. Seit 1895 war er Mitglied des Corps Saxonia Kiel.
Nach Ableistung seines Militärdienstes war Gauß in seinen beruflichen Anfangsjahren Schiffsarzt auf einem Dampfer des Norddeutschen Lloyd.
In Freiburg, Göttingen und Berlin erwarb er seine Qualifikation als Gynäkologe und Facharzt für Geburtshilfe. Im Jahr 1909 habilitierte sich Gauß in Freiburg, wo er 1912 auch zum außerordentlichen Professor ernannt wurde und die Bestrahlungstechnik von Eierstöcken mit Röntgenstrahlen ausbaute. 1909 beschrieb Gauß den „Röntgenkater“, genannt auch Strahlenkater.
Im Ersten Weltkrieg wurde er an der Westfront eingesetzt und mit dem Eisernen Kreuz II. Klasse sowie dem „Orden vom Zähringer Löwen“ ausgezeichnet.
Am 6. Februar 1919 heiratete Gauß in Düsseldorf Emilie Auguste Magdalene Bingel (* 24. Januar 1886 in Castrop-Rauxel), die Tochter des Rudolph Bingel und der Mathilde Hohendahl. In die nur standesamtlich geschlossene Ehe brachte seine Frau einen Sohn und eine Tochter mit. Die Ehe blieb kinderlos.

## Professor in Freiburg und Würzburg
1921 wurde Gauß zum Leiter der Gynäkologischen Abteilung des Diakonissenkrankenhauses in Freiburg bestellt. Bis 1922 war Gauß Professor an der Albert-Ludwigs-Universität Freiburg. 1923 folgte er einem Ruf als ordentlicher Professor für Gynäkologie und Geburtshilfe an die Julius-Maximilians-Universität Würzburg und übernahm als Direktor die dortige Frauenklinik und Hebammenschule.
Verdienste erwarb sich Gauß vor allem um die Einführung des Dämmerschlafes in der Geburtshilfe (als Scopolamindämmerschlaf) und bei der Entwicklung des mit Acetylen bzw. Ethin (Narcylen) betriebenen Dräger-Narcylen-Narkoseapparates 1925 zusammen mit dem Heidelberger Pharmakologen Hermann Wieland, der 1922 die Grundlage zur „Azetylenarkose“ schuf. Die abnorm starke Beweglichkeit der Gebärmutter im Isthmus (innerer Muttermund) wurde als Schwangerschaftszeichen nach ihm benannt.
Zusammen mit Hermann Wieland, dem Narkosespezialisten Ernst von der Porten und Behrend Behrens war er ab 1928 federführender Mitherausgeber der Fachzeitschrift Der Schmerz, wofür allen gemeinsam im Jahr 1928 von der amerikanischen Anästhesiegesellschaft die „Scroll of Recognition“ verliehen wurde. Der Schmerz erschien bis 1942, wurde in der Würzburger Universitätsdruckerei Stürtz verlegt und war die erste deutschsprachige anästhesiologische Fachzeitschrift.
Die Deutsche Gesellschaft für Geburtshilfe und Gynäkologie ernannte Gauß zu ihrem Ehrenmitglied. Bei der Paracelsusgesellschaft war er Ehrenpräsident.
Schon zu Beginn seiner beruflichen Laufbahn in Freiburg widmete sich Gauß schwerpunktmäßig der Strahlenheilkunde. So setzte er die Strahlentherapie zur Behandlung maligner und benigner Tumoren ein.
Eine wissenschaftliche Abhandlung über die „Strahlenmenolyse bei der Unfruchtbarmachung der Frau“, die 1935 in der Münchener Medizinischen Wochenschrift (Heft 13, Seite 488 ff.) erschien, führte Gauß unbeabsichtigt in die Diskussion um die sich immer konkreter entwickelnden rassenpolitischen Vorstellungen der nationalsozialistischen Machthaber.
Zu Gauß’ Doktoranden gehörte mit der 1936 vorgelegten Arbeit Untersuchungen über das Rassenbecken an 450 Frauen der Universitäts-Frauenklinik Würzburg Kurt Brost, ein Mitarbeiter des Rassenhygienikers Ludwig Schmidt.

## In der Zeit des Nationalsozialismus
Der sich als „gottgläubig“ bezeichnende und bis zum Tod seiner Eltern in der evangelischen Kirche verbliebene Gauß teilte mit der Mehrheit seiner Generation und seines Standes eine patriotische und nationalkonservative Gesinnung. So bekannte er sich zum Programm der DNVP, der er bei der Reichstagswahl am 6. November 1932 seine Stimme gab, jedoch nicht als Mitglied angehörte. Mitglied war Gauß im „Volksbund für das Deutschtum im Ausland“, im späteren „Reichskolonialbund“ sowie der „Akademie zur Wissenschaftlichen Erforschung und Pflege des Deutschtums“ in München. Kurz nach der nationalsozialistischen Machtübernahme trat er als „Märzgefallener“ zum 1. Mai 1933 in die NSDAP ein (Mitgliedsnummer 3.135.230). Die Mitgliedschaft in weiteren Parteiorganisationen wie dem NSKK, NSFK, NSV, NS-Ärztebund, NS-Lehrerbund, NS-Altherrenbund und NS-Reichskriegerbund folgten.

### Neubau der Universitäts-Frauenklinik Würzburg
In seine Zeit als Klinikdirektor fiel, nach Jahren beengter Unterbringungsmöglichkeiten in der Würzburger Klinikstraße 6, der von ihm vorangetriebene Neubau der Universitäts-Frauenklinik in den Jahren 1932 bis 1934 im unmittelbaren Anschluss an das Luitpoldkrankenhaus im Stadtteil Grombühl. Zur Durchsetzung des Neubaus ließ er auch seine Studenten demonstrieren. Gauß beschäftigte sich intensiv mit der von Oberregierungsbaurat August Lommel vom Universitätsbauamt entworfenen Planung nicht nur mit der medizintechnischen, sondern auch der künstlerischen Ausstattung des für 280 Patientinnen ausgelegten Neubaus. Die in der Presse als „modernste Frauenklinik Deutschlands“ bezeichnete Einrichtung, wurde mit Kunst am Bau bzw. einer künstlerischen Ausstattung versehen, die maßgeblich von Gauß bestimmt wurde. In den Krankenzimmern wurden Gemälde einheimischer Künstler angebracht, die Treppenaufgänge und Flure mit Fresken und Plastiken geschmückt. Die Plastik des Nobelpreisträgers Wilhelm Conrad Röntgen stiftete Gauß selbst. Das künstlerische Gesamtprogramm von Baugestaltung und Ausstattung entsprach in Form und Darstellungsweise dezent aber unübersehbar dem neuen Zeitgeist. Gauß förderte sicherlich nach Kräften diese Ausrichtung nach dem Kunstverständnis des neuen Regimes. Die Bezeichnungen der Krankenzimmer mit den Namen deutscher Städte, die nach Ende des Ersten Weltkrieges dem Reich genommen wurden, haben ebenso eine politische Bedeutung wie die auf Veranlassung Gauß’ im Eingangsbereich aufgestellte Hitler-Büste (In den ersten drei Tagen nach der Einweihung des Neubaus der Frauenklinik hatte jedes dort geborene Neugeborene eine Hitler-Bronzebüste erhalten).

### Verwicklung in die nationalsozialistische Rassenpolitik
Die rassenpolitischen bzw. -hygienischen Maßnahmen des NS-Staates zielten auf die Förderung einer möglichst großen „rassisch hochwertigen“ Nachkommenschaft. Positiv dienten hierzu Ehestandsdarlehen, Verbesserung der gesundheitlichen und hygienischen Verhältnisse, gesellschaftliche Aufwertung der Mutterschaft, insbesondere von Müttern mit vielen Kindern. Auf der Negativseite sollte „minderwertiger Nachwuchs“ verhindert oder beseitigt werden. Ein erster Schritt stellte das „Gesetz zur Verhütung erbkranken Nachwuchses“ vom 14. Juli 1933 dar, nach dem Personen mit bestimmten Erbkrankheiten auch gegen ihren Willen sterilisiert werden konnten. Bei betroffenen Frauen wurde zudem ein Jahr später auch die Abtreibung bis zum 6. Monat für zulässig erklärt.
Die zuständigen Erbgesundheitsgerichte stützten sich bei ihrer Entscheidung in erster Linie auf die Gutachten der Rassenpolitischen Ämter der NSDAP. Leiter des Rassepolitischen Amtes in Würzburg von Oktober 1934 bis Mai 1936 und Beisitzer im Erbgesundheitsgericht Würzburg war Werner Heyde, ab 1939 der erste ärztliche Leiter des nationalsozialistischen Behindertenmordprogramms Aktion T4.
Die angeordneten Zwangssterilisationen wurden im Einzugsbereich von Würzburg an der dortigen, von Gauß geleiteten Universitäts-Frauenklinik durchgeführt. Am 14. Juli 1934 wurde erstmals eine junge Frau mit der Diagnose Schizophrenie zwangsweise sterilisiert. Bis 1945 erfolgten insgesamt 994 sogenannte „amtliche Sterilisationen“, wie die Zwangssterilisationen offiziell genannt wurden, an Mädchen und Frauen im Alter von 13 bis 47 Jahren. Dabei kam es in den Jahren 1935/36 zu vier Todesfällen.
Aufgrund der Anordnung des Reichsgesundheitsführers Leonardo Conti vom 11. März 1943, konnten Ostarbeiterinnen „auf eigenen Wunsch“ einen Schwangerschaftsabbruch beantragen. Die Lage der Zwangsarbeiter in Deutschland, vor allem der Frauen aus den östlichen Besatzungsgebieten, schloss allerdings in den meisten Fällen eine freiwillige Entscheidung hierfür aus. So wurden an der Würzburger Frauenklinik 148 Schwangerschaftsabbrüche im 3. bis 7. Schwangerschaftsmonat in den Jahren 1943 bis 1945 durchgeführt. Die Eingriffe wurden in der Regel als Kaiserschnitte vorgenommen und die Frauen mit einer von Gauß für Wöchnerinnen entwickelten Methode sterilisiert.
Gauß nutzte bereits den ersten Besuch Hitlers in Würzburg am 5. August 1930, um ihn im „Braunen Haus“ der SA seine Entwürfe zur eugenischen Sterilisation mittels Bestrahlung vorzustellen. Die Veröffentlichung seiner schon erwähnten Abhandlung über den Einsatz der Strahlenmenolyse 1935 beschwor allerdings einen Konflikt mit dem Bayerischen Innenministerium, dem Reichsgesundheitsamt und zwei Verfassern des offiziellen Kommentars zum Sterilisationsgesetz, Arthur Gütt und Ernst Rüdin, herauf. Missfallen rief dort die angebliche Dramatisierung der Todesraten bei chirurgischer Sterilisation hervor, die Gauß als Nachteil dieser Methode gegenüber seiner Strahlenbehandlung anführte. In einem auf Forderung des Bayerischen Staatsministeriums für Unterricht und Kultus durch die Universität Würzburg angestrengten Disziplinarverfahren wies Gauß zu seiner Rechtfertigung nicht nur auf seine diesbezügliche Begegnung mit Hitler 1930, sondern auch auf seinen Kampf für die eugenische Sterilisation bereits seit 1925 und seine Pioniertätigkeit auf diesem Gebiet hin. Das Verfahren wurde schließlich eingestellt; das vorschnelle Handeln von Gauß bei der Veröffentlichung seines Artikels jedoch als schädlich für die Akzeptanz der Sterilisationsgesetzgebung „nachdrücklichst“ kritisiert.
Bis 1943 veröffentlichte Gauß insgesamt 13 Arbeiten zur Sterilisationsthematik.

### Zweiter Weltkrieg
Auch im Zweiten Weltkrieg wurde Gauß zum Militärdienst durch zweimaligen Einsatz in der Sanitätsabteilung Würzburg herangezogen. Für seine Verdienste wurde er mit dem Kriegsverdienstkreuz 2. Klasse ausgezeichnet.
Dem Bombenangriff auf Würzburg am 16. März 1945 fiel auch ein Teil der Universitäts-Frauenklinik zum Opfer. Das von Gauß seit 1934 bewohnte und an die Frauenklinik angebaute Direktorenhaus wurde stark beschädigt; die gesamte Einrichtung wurde ein Raub der Flammen.

## Nach dem Krieg
Gauß fand nach Zerstörung des Direktorenhauses eine vorübergehende Wohnung im nahe der Klinik gelegenen Zinklesweg, bevor er von der amerikanischen Militärbehörde am 31. Juli 1945 abgesetzt wurde, Würzburg verließ und nach Bad Kissingen verzog.
Im Rahmen der Entnazifizierung wurde Gauß von der Spruchkammer Bad Kissingen am 30. Oktober 1946 als sogenannter „Mitläufer“ eingestuft und zu einer Geldbuße von 2.000 RM sowie der Übernahme der Prozesskosten von 7.500 RM verurteilt.
Nach der Entlassung von Gauß wird die Frauenklinik zunächst kommissarisch ab August 1945 durch W. Gförer, einem in Würzburg praktizierenden Frauenarzt und ab August 1946 durch Fritz Peil geleitet. Im November 1946 wurde der Gynäkologe und Geburtshelfer Karl Burger (1893–1962) als Lehrstuhlinhaber Nachfolger von Gauß.
Seine Ruhestandsversetzung durch die Universität Würzburg geschah zum 25. Oktober 1947. Die ordentliche Emeritierung erfolgte erst 1950 im Rahmen einer bundeseinheitlichen Amnestieregelung, nachdem sich der bayerische Kultusminister Alois Hundhammer mit der Behauptung, Gauß habe schon vor der Machtübernahme offen nationalsozialistisches Gedankengut vertreten, vorher wiederholt geweigert hatte, die beantragte Emeritierung auszusprechen.
Ab dem 1. Februar 1947 war Gauß in Bad Kissingen als Frauenarzt mit einer eigenen Praxis tätig. Später übernahm er die Leitung der gynäkologischen Abteilung des dortigen Elisabethenkrankenhauses. Diese hatte er bis zu seinem 80. Geburtstag inne.
Mit Bernhard Wilde verfasste er danach einen Beitrag zur Geschichte der Geburtshilfe.
Im Alter von 82 Jahren starb Carl Joseph Gauß am 11. Februar 1957 in Bad Kissingen.
Gauß’ Ruf als engagierter Kliniker, der sich Verdienste auf dem Gebiet der Geburtshilfe, der Strahlentherapie und der Entwicklung von Narkoseverfahren zur Linderung der Geburtsschmerzen erworben hat, lebt fort. Sein Nachfolger als Leiter der Würzburger Universitäts-Frauenklinik sorgte 1958 dafür, dass eine bereits 1944 bei dem fränkischen Künstler Fried Heuler in Auftrag gegebene Büste von Gauß vollendet und im Treppenhaus der Frauenklinik aufgestellt wurde.